# Bernauer Straße (metropolitana di Berlino)
La stazione di Bernauer Straße è una stazione della metropolitana di Berlino, sulla linea U 8. È posta sotto tutela monumentale (Denkmalschutz).

## Storia
La stazione di Bernauer Straße venne costruita come parte della linea Gesundbrunnen-Neukölln («GN-Bahn») – successivamente denominata «linea D», oggi U8. La stazione entrò in esercizio il 10 aprile 1930 contemporaneamente alla tratta dalla stazione di Gesundbrunnen alla stazione di Neanderstraße (oggi denominata «Heinrich-Heine-Straße»).
A partire dal 18 agosto 1961, in conseguenza della costruzione del Muro di Berlino e delle conseguenti nuove disposizioni emanate dal governo della Repubblica Democratica Tedesca, la stazione di Bernauer Straße, analogamente a tutte le altre della linea ricadenti nel settore orientale della città, entrò a far parte del gruppo delle cosiddette «stazioni fantasma»: i treni, eserciti dalla BVG occidentale, percorrevano la linea senza effettuare le fermate site nel settore orientale.
La stazione fu riaperta il 12 aprile 1990, alcuni mesi dopo la caduta del Muro.